# Philippe Ier de Carteret de Sercq
Philippe Ier de Carteret de Sercq, né en 1552 et mort en 1594, a été le deuxième seigneur de Sercq, de 1578 à 1594.

## Biographie
Philippe était le fils aîné de Hellier de Carteret, son prédécesseur dans le titre  de seigneur de l'île de Sercq. Il est un descendant de la puissante famille Carteret d'origine normande. Sa mère était Marguerite de Carteret, la veuve de Clément Dumaresq, seigneur de Samarés.
En 1580, il épousa Rachel Poulet (1564-1650), fille de George Poulet (1533-1621), bailli de Jersey, et petite-fille de Hughes Poulet, gouverneur de Jersey (mort en 1573). Ils ont eu deux enfants, Philippe II de Carteret de Sercq (1584-1643) et Elias (1585-1640), qui était le père de George Carteret.